# Dawid Bronstein
Dawid Ionowicz Bronstein, ros. Давид Ионович Бронштейн (ur. 19 lutego 1924 w Białej Cerkwi, zm. 5 grudnia 2006 w Mińsku) – przez wiele lat czołowy szachista świata, urodzony w Ukraińskiej SRR, sukcesy odnoszący w barwach Związku Radzieckiego. Był również cenionym autorem książek o tematyce szachowej. Przez większość swojego życia mieszkał w Moskwie, a po rozpadzie ZSRR reprezentował Rosję. Obok Paula Keresa i Wiktora Korcznoja był jednym z najwybitniejszych graczy, którym nie dane było zdobycie tytułu mistrza świata.

## Życiorys
W 1948 odniósł swój pierwszy wielki sukces, wygrywając turniej międzystrefowy. Był to początek eliminacji do meczu o mistrzostwo świata z ówczesnym mistrzem Michaiłem Botwinnikiem. W tym czasie Bronstein szybko awansował do ścisłej czołówki światowej, zrobił ogromne postępy przygotowując się do dalszej batalii o najważniejsze szachowe wyróżnienie. Turniej pretendentów odbył się w 1950 w Budapeszcie i zakończył wspólnym zwycięstwem Bronsteina i jego przyjaciela (późniejszego teścia) Izaaka Bolesławskiego, przed Wasilijem Smysłowem, Paulem Keresem i Mieczysławem Najdorfem. Kandydata do meczu z Botwinnikiem wyłonił rozegrany trzy miesiące później w Moskwie mecz, w którym Bronstein zwyciężył Bolesławskiego (+3 -2 =9). W tym samym roku FIDE opublikowała pierwszą oficjalną listę arcymistrzów. Bronstein był najmłodszym szachistą na tej liście.
Mecz o mistrzostwo świata odbył się w 1951 roku w Moskwie i miał bardzo wyrównany przebieg. Na dwie partie przed końcem Bronstein miał o jedną wygraną więcej, jednak w przedostatniej dał się pokonać Botwinnikowi. Mecz zakończył się remisem i zgodnie z regulaminem FIDE tytuł mistrza świata pozostał przy Botwinniku. Bronstein jeszcze pięciokrotnie brał udział w turniejach międzystrefowych, lecz już nie udało mu się dotrzeć do meczu z mistrzem świata. W następnym cyklu, w 1953 roku w turnieju pretendentów wyprzedził go Wasilij Smysłow, który również zremisował swój mecz z Botwinnikiem. W 1955 roku Bronstein w wielkim stylu wygrał turniej międzystrefowy w Göteborgu (o 1½ punktu przed Keresem), jednak w turnieju pretendentów (Amsterdam 1956) podzielił III miejsce za przyszłym mistrzem świata Smysłowem i Keresem.
Bronstein odniósł wiele indywidualnych sukcesów w najsilniejszych turniejach międzynarodowych. Dwukrotnie sięgał po tytuł mistrza Związku Radzieckiego, w 1948 roku (wspólnie z Aleksandrem Kotowem) i rok później (razem ze Smysłowem). Reprezentował ZSRR na czterech olimpiadach (1952, 1954, 1956 i 1958), zdobywając cztery złote medale w drużynie, trzy złote i jeden srebrny indywidualnie. Był również dwukrotnym (1957, 1965) drużynowym mistrzem Europy.
Według retrospektywnego systemu Chessmetrics, najwyższy ranking osiągnął w czerwcu 1951 r., z wynikiem 2792 punktów zajmował wówczas 1. miejsce na świecie.
Gra Bronsteina była bardzo wysoko oceniana zarówno przez sławnych przeciwników, jak i fachowych komentatorów. Uznanie budziły zarówno niezwykła pomysłowość w prowadzeniu ataku i talent do gry kombinacyjnej, jak i głębokie pozycyjne zrozumienie debiutów. Był uznanym mistrzem obrony królewsko-indyjskiej i głównie za jego sprawą to otwarcie, uznawane przed wojną za trudne i niepewne, wróciło do łask. Bronstein był autorem wielu książek i artykułów szachowych, wśród których najbardziej cenione są Szachowy Turniej Międzystrefowy w Zurychu (wydana w 1953 roku) i Uczeń czarnoksiężnika (wydana w 1995 roku), której współautorem był Tom Furstenburg.
Przez kilka lat był mężem Olgi Ignatiewej.